# Lithacodia minutipuncta
Lithacodia minutipuncta là một loài bướm đêm trong họ Noctuidae.